# Miner riberenc de Taczanowski
El miner riberenc de Taczanowski (Cinclodes taczanowskii) és una espècie d'ocell de la família dels furnàrids (Furnariidae) que habita a les costes rocoses del centre i sud del Perú, incloent petites illes properes a la costa.